# Sicyos
Sicyos es un género con 151 especies de plantas con flores perteneciente a la familia Cucurbitaceae. 

## Especies seleccionadas
| - Sicyos acariaeanthus - Sicyos acerifolius - Sicyos aculeatus - Sicyos acuta | - Sicyos alba - Sicyos ampelophyllus - Sicyos andreana - Sicyos andreanus - Sicyos Bulbosus |

## Sinonimia
- Anomalosicyos Gentry
- Cladocarpa (H.St.John) H.St.John]
- Costarica L.D.Gómez
- Sarx H.St.John
- Sicyocarya (A.Gray) H.St.John
- Sicyocaulis Wiggins
- Sicyoides Mill.
- Sicyus Clem.
- Skottsbergiliana H.St.John
- Sycios Medik.